# اوک گروو (شهرستان لادن، ویرجینیا)
اوک گروو (به انگلیسی: Oak Grove) یک منطقهٔ مسکونی در ایالات متحده آمریکا است که در شهرستان لادن، ویرجینیا واقع شده‌است. اوک گروو ۱٬۷۷۷ نفر جمعیت دارد.